# Donrichardsia patulifolia
Donrichardsia patulifolia là một loài Rêu trong họ Amblystegiaceae. Loài này được (Cardot & Thér.) Ignatov & Huttunen mô tả khoa học đầu tiên năm 2002.